# Császári és Királyi Katonai Műszaki Akadémia
A Császári és Királyi Műszaki Katonai Akadémia németül: K.u.K. Technische Militärakademie in Mödling katonai kiképzőközpont volt, amelyet 1717-ben alapítottak a Habsburg-monarchia egyes tiszti csoportjai számára. Az akadémia elhelyezkedése fennállása során többször változott: eredetileg Bécsben, 1851-től 1869-ig a Znaim melletti Klosterbruckban, 1869-től 1904-ig a bécsi Stiftskasernében, végül 1904-től 1918-ig Mödlingben működött.

## Története

### 18. század
Az akadémia eredete 1918-től Savoyai Jenő herceg tábornagyhoz vezethető vissza, aki a spanyol örökösödési háború során felismerte a hadmérnökök hiányát a Habsburg-hadseregben, és sürgette VI. Károly császárt megfelelő képzési központ (formális mérnöki akadémia) felállítására. Ezt aztán 1717-ben ideiglenesen, 1720-ban pedig véglegesen végre is hajtották.

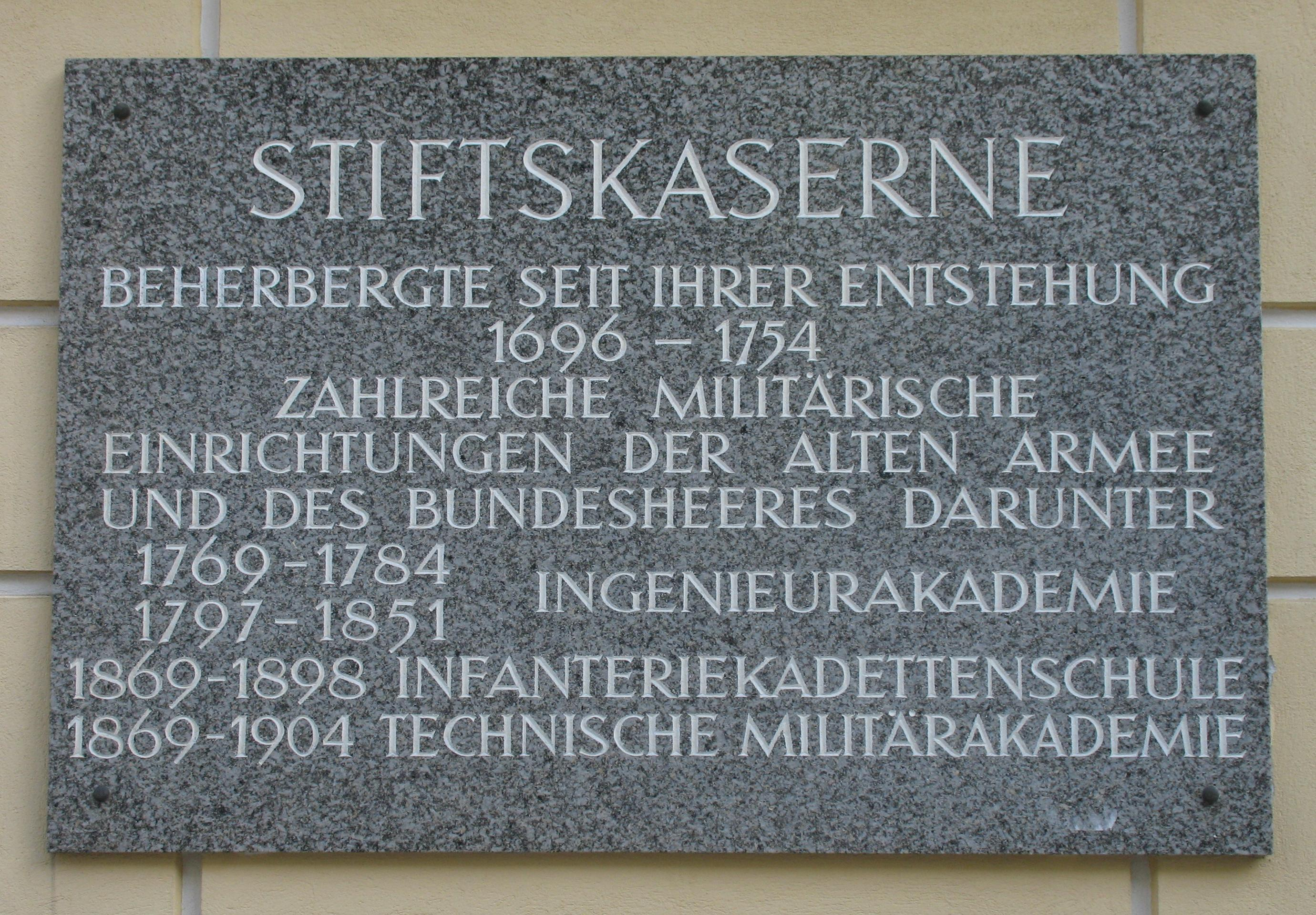
A bécsi Stiftskaserne korai hadmérnöki iskoláinak emléktáblája

1735. február 4-én az udvari könyvelő, Georg Franz von Griener 20 000 guldent adott át az udvari kamarának azzal a szándékkal, hogy fiatal férfiak ezzel haditudományi és mérnöki tudományt tanulhassanak. Ebből az alapítványból alakult ki 1736-ban a Káosz Alapítvány az Árvákért Alapítvánnyal együttműködve egy hadmérnöki iskola, amely a bécsi Laimgrubéban található Káosz Alapítvány épületének egy részét foglalta el. A Műszaki Katonai Akadémia tehát lényegesen régebbi volt, mint az 1752-ben Bécsújhelyben alapított Theresianum Katonai Akadémia.
1743-ban Johann Jakob Marinoni birodalmi tanácsos memorandumot nyújtott be Mária Teréziának, egy hadmérnöki testület felállítását sürgetve, amely 1747-ben meg is valósult. A következő években a hadmérnöki akadémia többször változtatta nevét és bécsi székhelyét.

### 19. század
Ferenc császár alatt a mérnöki akadémia elérte hírnevének csúcsát, és a Habsburg-monarchia legfontosabb műszaki egyetemeként jellemezhető. Az akadémiát úgy is megreformálták, hogy a hadmérnöki testületet összevonták az akadémiailag kevésbé képzett utászokkal és bányászokkal, így létrejött a „mérnöki alakulat”. A valóságban két akadémiából állt, az egyik a leendő tüzértisztek, a másik pedig a mérnökök számára. Ennek eredményeként az akadémia átmenetileg elveszítette jó hírnevét, és 1851-ben még ki is kellett vonulnia a Znaim melletti Klosterbruckba, mérnökakadémiaként.
1869-ben az intézmény visszatért a bécsi Klosterbruckba, és ott is maradt, amíg 1904-ben át nem költözött az újonnan épült mödlingi épületbe. Deák István szerint „a Katonai Műszaki Akadémia folyamatosan magasan képzett tüzéreket, erődépítőket és utászokat képzett. Végzősei rendkívüli tudással rendelkeztek, kizárólagos kört alkottak és nagy tiszteletnek örvendtek.”

### 20. század
Mivel a bécsi Stiftskaserne épületeit a 19. század vége felé emelték, a 20. században már nem felelt meg a műszaki katonai akadémia követelményeinek, s elkezdtek keresni egy új helyszínt. A választás egy új katonai akadémia építésére esett Mödlingben. 1896-ban a birodalmi hadügyminisztérium 18 hektár legelőt vásárolt meg Mödling városától az Eichkogel északi lejtőjén négymillió koronáért. Ezt az összeget részletekben kellett volna kifizetnie a következő 54,5 évben, de az utolsó részletre 1918-ban került sor Ausztria-Magyarország összeomlása miatt. A részletfizetés további hiánya ellenére Mödling városa profitált az akadémia felépítéséből, hiszen óriásit nőtt ismertsége, és a gazdaság is nyert a látogatók révén.
1901-ben Paul Acham hadmérnök tervei alapján megkezdték a főépület és a többi 25 egyedi épület felhúzását, amely 1904-ben fejeződött be, és november 4-én Ferenc József császár nyitotta meg. Az akadémián akkoriban 370 diák lakhatott és tanulhatott. Ezen kívül volt egy szinte önellátó infrastruktúra, pl. a hadműveletekhez szükséges létesítmények, így istállók, felvonulási terek mellett kerti bolt, hentesüzlet, betegszoba és elkülönítő pavilon, több könyvtár, uszoda, fodrászat stb.

## Katonai jelentősége
A mödlingi Műszaki Katonai Akadémia növendékei (1904–1918) a katonai szakközépiskolát végzettek vagy a polgári érettségizettek közül kerültek ki. A hároméves képzés tananyaga abban tért el a bécsújhelyi Theresianum Katonai Akadémia tantervétől, hogy sokkal nagyobb súlyt kapott a tüzérségi, a műszaki fegyverzeti képzés és a hadiépítés. A hadnagyként a Katonai Műszaki Akadémián végzettek közül évente 30 fő a tüzérséghez, 25 fő pedig a mérnök-, vasút- és távíró-ezredhez került.
A Műszaki Katonai Akadémia rendszeres időközönként megtartotta a „magasabb tüzérségi tanfolyamot” is tisztek számára, amelyen a tüzérkar leendő tagjait (1896-tól „különleges tüzérségi beosztású tiszteket”) képezték ki. A kétéves kurzus sikeres végzettjei a hadsereg felsőbb parancsnokságaihoz és hatóságaihoz kerültek szakemberként, és tüzérmérnökké is előléptethették őket. Békeidőben a „tüzérséget különleges felhasználású tisztek” pl. felelős a tüzérképzés egységességéért és felügyelte a szolgálatot a tüzérintézetekben.
| Az akadémia parancsnokai 1904–1918 | kezdete | vége |
| ---------------------------------- | ------- | ---- |
| FML Artur Horeczky                 | 1904    | 1907 |
| FML Georg Ritter von Dormus        | 1907    | 1911 |
| FML Georg Hefele                   | 1911    | 1914 |
| FML Carl Ritter von Wessely        | 1914    | 1915 |
| FML Oskar von Heimerich            | 1915    | 1918 |

## Ismert diplomásai
A Műszaki Katonai Akadémiát végzettek között volt például:
- Alexander von Krobatin később marsall és k.u.k. hadügyminiszter
- Hermann Freiherr Kövess von Kövessháza későbbi marsall és a k.u.k. utolsó hadsereg-főparancsnoka
- Theodor Körner később az Osztrák Köztársaság elnöke
- Richard Körner későbbi alezredes a tüzérség speciális alkalmazásában
- Heszlényi József később a Magyar Honvédség vezérezredese
- Herman Potočnik, űrelmélet kutató
- Moritz Erwin von Lempruch vezérőrnagy

## Utódintézménye
A Habsburg-monarchia összeomlásával és mindössze 14 év mödlingi fennállása után, 1918. november 12-én a Német-Osztrák Köztársaság kikiáltásával a katonai akadémiát rövid ideig német–osztrák reáliskola követte, de aztán a műszaki képzés mellett döntöttek. 1919. november 17-től a Mödlingi Felső Műszaki Szövetségi Képző- és Kutatóintézetben (HTBLuVA) Mödlingi Német-Osztrák Műszaki-Kereskedelmi Állami Képzőintézet néven megkezdődött a rendszeres oktatás 154 hallgatóval négy tanszéken (mély- és magasépítő-mérnöki, gépészmérnök és elektrotechnika).és kezdetben tíz tanárral. Tíz évvel később hat tanszéken több mint 1000 diákot tanítottak. Robert Bernardis linzi ellenállási harcos, a német Wehrmacht vezérkarának alezredese is a HTBLuVA Mödling egyik érettségizettje volt, az egyik legkiemelkedőbb végzettjeként.

## Fordítás
Ez a szócikk részben vagy egészben  a   K.u.k. Technische Militärakademie című német Wikipédia-szócikk ezen változatának fordításán alapul.  Az eredeti cikk szerkesztőit annak laptörténete sorolja fel. Ez a jelzés csupán a megfogalmazás eredetét és a szerzői jogokat jelzi, nem szolgál a cikkben szereplő információk forrásmegjelöléseként.